# Blera analis
Blera analis är en tvåvingeart som först beskrevs av Macquart 1842.  Blera analis ingår i släktet stubblomflugor, och familjen blomflugor. Inga underarter finns listade i Catalogue of Life.